# Tamás Sulyok
Tamás Sulyok ([ˈtamaːʃ ˈʃujok]IPA; * 24. března 1956 Kiskunfélegyháza) je maďarský diplomat, právník, vysokoškolský pedagog a od března 2024 sedmý prezident Maďarska. Mezi lety 2000 až 2014 byl rakouským honorárním konzulem v Segedínu a v letech 2016 až 2024 zastával post předsedy Ústavního soudu Maďarska.

## Biografie
Narodil se v revolučním roce 1956 ve městě Kiskunfélegyháza v župě Bács-Kiskun v tehdejší Maďarské lidové republice. V roce 1980 získal právnický titul na Právnické fakultě Univerzity Józsefa Attily v Segedínu, během studia byl jeho spolužákem diplomat a právník László Trócsányi. Svou kariéru zahájil u župního soudu župy Csongrád v Segedínu. V roce 1982 složil odbornou právnickou zkoušku a poté až do roku 1991 působil jako právní poradce. Mezi lety 1998 až 2002 pracoval jako právník pro samosprávu města Segedín. V letech 2000 až 2014 byl rakouským honorárním konzulem v Segedínu. V roce 2004 získal kvalifikaci právníka specialisty v evropském právu na Univerzitě Loránda Eötvöse v Budapešti. Od září 2005 vyučuje ústavní právo na Právnické fakultě Univerzity v Segedínu, kde roku 2013 získal titul Ph.D. Od září 2014 působil jako soudce Ústavního soudu Maďarska (Magyarország Alkotmánybírósága). Po rezignaci předsedy soudu Barnabáse Lenkovicse dne 21. dubna 2016 Sulyok zaujal jeho místo a dne 22. listopadu 2016 byl do této funkce zvolen parlamentem, stal se tak v pořadí sedmým předsedou Ústavního soudu Maďarska.

### Prezident
Dne 22. února 2024 oznámil předseda parlamentní frakce strany Fidesz a poslanec Máté Kocsis, že Tamás Sulyok je kandidátem vládní koalice stran Fidesz–KDNP, které mají v Zemském sněmu ústavní většinu, na post prezidenta republiky v nadcházejících volbách. Dne 26. února 2024 byl do této funkce zvolen, když v tajné parlamentní volbě získal 134 ze 147 odevzdaných hlasů poslanců. Ihned po volbě složil před poslanci Zemského sněmu prezidentský slib. Výkonu prezidentské funkce se ujal dne 5. března 2024.
Po několika hodinách ve funkci podepsal zákon týkající se maďarského souhlasu se vstupem Švédska do NATO, což švédský ministr obrany Pal Jonson ocenil.

## Soukromý život
Jeho otec byl právníkem, avšak po roce 1945 nemohl nadále provozovat svou praxi a z politických důvodů mu bylo ukončeno členství v advokátní komoře. Z tohoto důvodu se živil fyzickou prací. Jeho matka byla pedagožka.
Je ženatý se Zsuzsannou Nagyovou a otcem dvou již dospělých dětí. 
Vedle rodné maďarštiny hovoří také anglicky, italsky a německy.
Jeho jmenovcem byl dirigent a hudební pedagog Tamás Sulyok (1930–2020), se kterým ale není příbuzný.